# Kurt Vogler

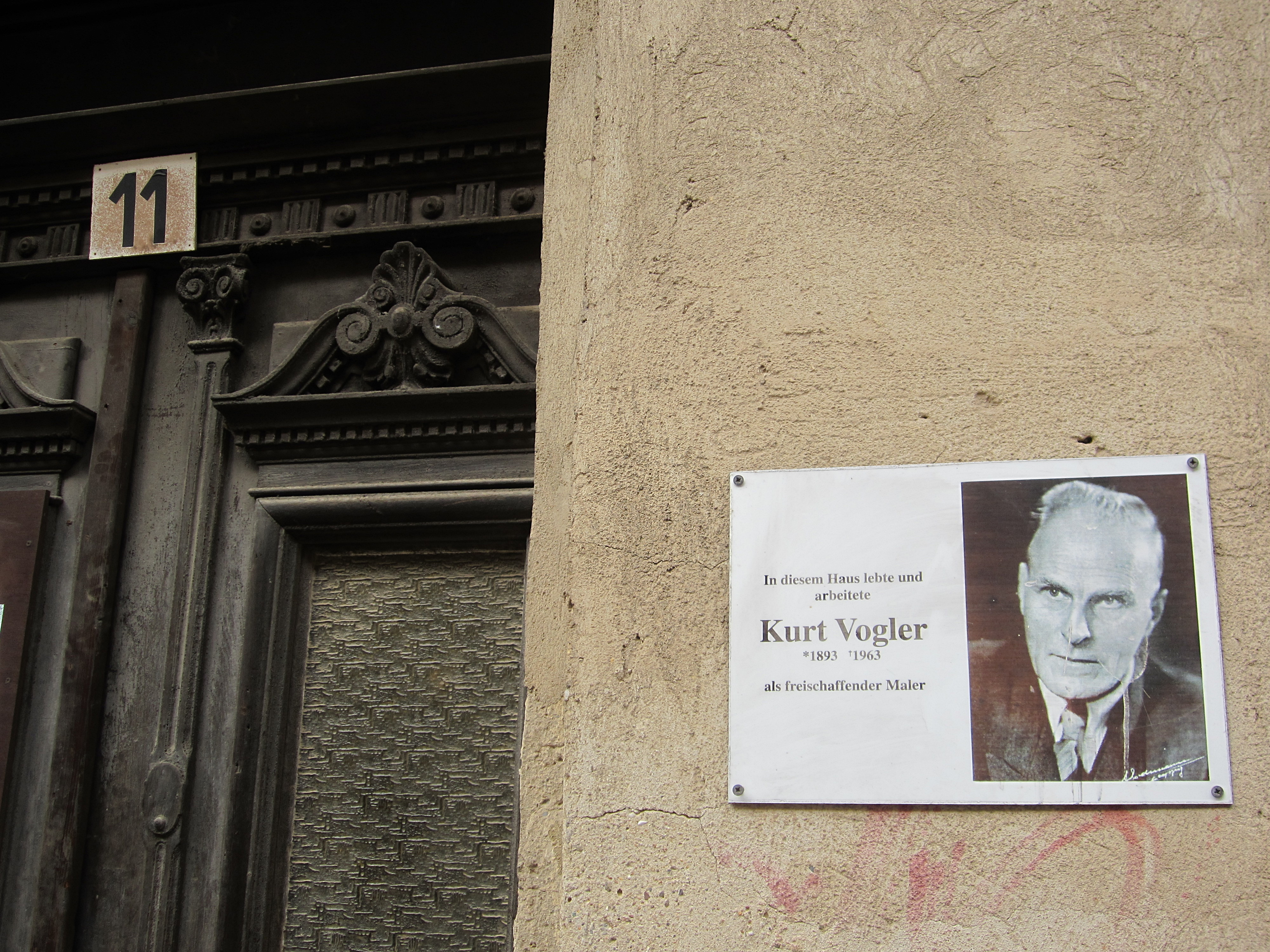
Gedenktafel an Kurt Vogler in Leipzig

Kurt Vogler (* 10. Oktober 1893 in Hamburg; † 1963 in Leipzig) war ein deutscher Landschaftsmaler.

## Leben
Kurt Vogler war Schüler der Schweizer Maler Hans Bachmann und Joseph von Moos (1859–1939) an der Kunstgewerbeschule Luzern. Er unternahm Studienreisen innerhalb Deutschlands und der Schweiz sowie nach Italien, Frankreich und Norwegen. Lange lebte er in Unterammergau, später wohnte er in Leipzig-Neustadt, wo er mit seiner Frau und seinen zwei Söhnen ein gutsituiertes Leben als freischaffender Kunstmaler führte. 1938 hatte er eine Sonderausstellung im Künstlerhaus Leipzig.